# گامبی بوئینگ ۷۴۷ غایی

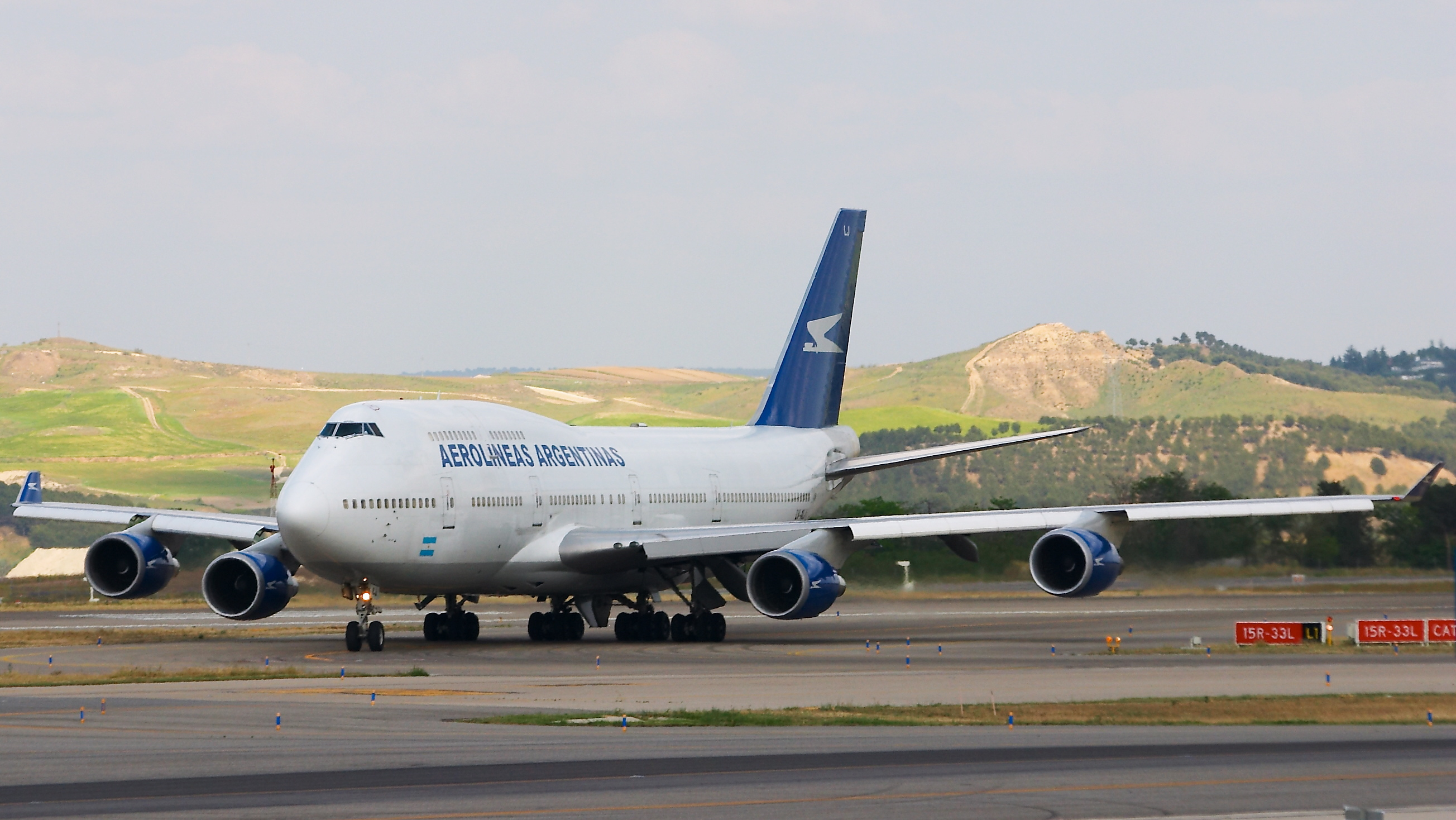
بوئینگ ۷۴۷.

گامبی بوئینگ ۷۴۷ غایی (به انگلیسی: The ultimate boeing 747 gambit) برهانی برای اثبات نامحتملی وجود خداست که از سوی ریچارد داوکینز بیان شده‌است. داوکینز آن را به عنوان برهانی بر ضد برهان نظم معرفی می‌نماید.
این برهان در فصل چهار کتاب پندار خدا (۲۰۰۶) شرح داده شده است.

## تمثیل هویل
«بوئینگ ۷۴۷» اشاره‌ای است به جملهٔ فرِد هویل، که گفته بود:

احتمال ایجاد[تصادفی] حیات بر زمین، بیش از این احتمال نیست که تندبادی بر یک انبار اوراقی بوزد و از آن قراضه‌ها یک بوئینگ ۷۴۷ بسازد!
گامبی به انواعی از شروع بازی شطرنج گفته می‌شود که در آن یکی از بازیکنان یک پیاده خود را به عنوان قربانی پیشنهاد می‌دهد. بازیکن مقابل در صورت پذیرفتن قربانی در ابتدا برتری کمی پیدا خواهد کرد اما در ادامه بازی از نظر پوزیسیونی وضعیت ضعیفتری پیدا خواهد کرد. داوکینز هم با انتخاب نام گامبی برای برهان خود جمله فرد هویل یعنی «نامحتمل بودن ساخت تصادفی بوئینگ ۷۴۷» را به گامبی تشبیه کرده‌است که در ابتدا استدلالی به نفع وجود خدا به نظر می‌رسد اما با ادامهٔ بحث متوجه می‌شویم که این استدلال فرض وجود خدا را مشکل‌تر می‌کند.

## استدلال داوکینز
۱.  در طی تاریخ، یکی از بزرگ‌ترین چالش‌های پیش روی عقل بشر توضیح این بوده که چگونه طرحواره های پیچیده و نامحتمل موجودات در عالم ایجاد شده‌اند.
۲.  این وسوسه که ظهور طرحواره را ناشی از وجود طراح بدانیم، وسوسه‌ای طبیعی است. چون طرحواره دست ساخته‌های بشری، مانند ساعت، واقعاً محصول طراحی یک مهندس هوشمند هستند، وسوسه می‌شویم که همین منطق را در مورد چشم، بال، پروانه و انسان نیز اعمال کنیم.
۳.  این وسوسه‌ای کاذب است، چرا که خود فرضیهٔ آفرینش هم فوراً به این مسئلهٔ بزرگتر منجر می‌شود که خود آفریننده چگونه آفریده شده‌است. کل این مسئله از بحث احتمالات شروع شد.
مسلماً اگر راه حلی برای یک مسئله پیشنهاد شود که بعید بودن آن بیشتر از خود صورت مسئله باشد، ره به جایی نمی‌برد. ما برای پاسخگویی به مسئلهٔ پیچیدگی موجودات به یک «جرثقیل» نیاز داریم نه یک "قلاب
سماوی"  که فقط مسئله را معلق می‌سازد، چرا که تنها یک جرثقیل تبیینی می‌تواند تدریجاً جهان را از حالت‌های ساده‌تر به چنان سطحی از پیچیدگی برساند که ایجاد یکباره‌اش محال است.
فرضیهٔ وجود خدا، علت وجود خدا را مسکوت می‌گذارد و دربارهٔ این که چطور وجود چنین موجودی ممکن است توضیحی نمی‌دهد. فقط آن را با استناد به مشکل در تبیین پدیده‌ها؛ یا با استناد به تعریف خدا مفروض گرفته‌است.
۴.  مبتکرانه‌ترین و توانمندترین جرثقیلی که تاکنون کشف شده تکامل وانتخاب طبیعی است. علم نشان داده که چگونه موجودات زنده، با تمام استبعاد احتمالاتی شگفت انگیز و طرحواره شان، طی مراتب آهسته و تدریجی از صور آغازین حیات تکامل یافته‌اند. امروزه ما با اطمینان می‌توانیم بگوییم که خیال آفرینش موجودات زنده، صرفاً یک خیال باطل است.
(ایراد داوکینز به تمثیل هویل این است که «این مدعی، مقدمات انتخاب طبیعی را بر هم نمی‌زند.»؛ زیرا سبب تکامل حیات، انتخاب طبیعی بوده نه بخت و اقبال؛ و اگر اشکال کنند که انتخاب طبیعی همان تصادف است یا اینکه خالق انتخاب طبیعی چه کسی بوده، معلوم می‌شود که اصلاً آن را درک نکرده‌اند.)
۵.  ما هنوز در فیزیک جرثقیل معادلی نداریم. برخی از نظریه‌های چندجهانی می‌توانند به لحاظ نظری همان نقش تبیینی را برای فیزیک داشته باشند که تکامل برای زیست‌شناسی دارد. با نظر سطحی چنین می‌نماید که این قسم تبیین‌ها کمتر از روایت زیست شناختی داروینیسم مجاب‌کننده باشند، چرا که نقش بزرگ تری برای شانس قائل می‌شوند. اما اصل انسان‌نگر(آنتروپی) ما را ملزم می‌دارد تا بیش از آنچه که در قالب محدود و معتاد انسانی‌مان می‌گنجد برای بخت و اقبال جا باز کنیم.
۶.  نباید از یافتن جرثقیل بهتری برای فیزیک ناامید شویم. جرثقیلی که به همان توانمندی داروینیسم برای زیست‌شناسی باشد، برای فیزیک نیز قابل حصول است. اما حتی در غیاب جرثقیل فیزیکی مجاب‌کننده‌ای قابل قیاس با جرثقیل زیست شناسی، جرثقیل‌های نسبتاً ضعیفی که اکنون داریم، با معاونت اصل آنتروپیک، مسلماً بهتر از فرضیهٔ متزلزل آفریدگار هوشمند هستند.
پیش از کشف انتخاب طبیعی، فیلسوفانی مانند هیوم فهمیده بودند که نامحتملی حیات، ضرورتاً به معنای
آفریده بودن آن نیست، اما آنان آلترناتیوی برای آفرینش نمی‌شناختند. پس از داروین،
همگی ما باید عمیقاً در برابر هر ایدهٔ آفرینش شکاک باشیم. توهم آفرینش، دامی است
که پیش تر در آن افتاده‌ایم.
داوکینز استدلال می‌کند که «خدا به احتمال قریب به یقین وجود ندارد»، زیرا «هر قدر ایجاد [چنین] موجودی از نظر احتمالات بعید باشد، وجود سازندهٔ این موجود نیز دست کم همان قدر بعید است. خدا سازندهٔ بوئینگ ۷۴۷ غائی است.» او در پایان نتیجه می‌گیرد که گشایش «۷۴۷ غائی» برهانی کاملاً قوی علیه وجود خداست، و هنوز چشم انتظار است تا «پس از دعوت‌ها و فرصت‌های فراوان، بالأخره الهی‌دانی یافت شود که پاسخی قانع‌کننده به این برهان بدهد.» و سپس از دنیل دنت فیلسوف نقل قول می‌کند که این برهان را «ردّی تردیدناپذیر» بر وجود خدا می‌خواند که از دو قرن پیش مطرح است.

## جایگاه برهان داوکینز
با توجه به فرض سوم،این  برهان را جزء برهان‌های استنتاجی؛ و با توجه به سخن داوکینز که آن را ضد برهان نظم می‌داند؛ جزء براهین تجربی دانسته‌اند.